# کارل هاینتز بکورتس
 کارل هاینتز بکورتس (انگلیسی: Karl Heinz Beckurts؛ زاده ۱۶ مهٔ ۱۹۳۰ درگذشته ۱۹۸۶) یک فیزیک‌دان اهل آلمان بود.